# أنطون أوداباسي
أنطون أوداباسي (بالفنلندية: Anton Odabasi) مواليد 8 أغسطس 1995، هو لاعب كرة سلة تركي من أصل فنلندي بدأ مسيرته الاحترافية في سنة 2012 يلعب في الدوري الفنلندي لكرة السلة ويحمل الرقم 23. يبلغ طوله 6 قدم 9 بوصة (2.1 م).